# Europamästerskapen i friidrott 1958
Europamästerskapen i friidrott 1958 var de sjätte Europamästerskapen i friidrott och genomfördes 19 augusti – 24 augusti 1958 på Stockholms stadion i Stockholm i Sverige, med Sigge Bergman som generalsekreterare.
Vid tävlingarna noterades ett nytt europarekord i damernas spjutkastning och ett tangerat europarekord på herrarnas 110 m häck. 

## Medaljörer, resultat

### Herrar
| Gren               | Guld                                                                     | Guld           | Silver                                                                           | Silver  | Brons                                                                      | Brons   |
| 100 meter          | Armin Hary Västtyskland                                                  | 10,3 (CR)      | Manfred Germar Västtyskland                                                      | 10,4    | Peter Radford Storbritannien                                               | 10,4    |
| 200 meter          | Manfred Germar Västtyskland                                              | 21,0           | David Segal Storbritannien                                                       | 21,3    | Jocelyn Delecour Frankrike                                                 | 21,3    |
| 400 meter          | John Wrighton Storbritannien                                             | 46,5 (CR)      | John Salisbury Storbritannien                                                    | 46,5    | Karl-Friedrich Haas Västtyskland                                           | 47,0    |
| 800 meter          | Michael Rawson Storbritannien                                            | 1.47,8         | Audun Boysen Norge                                                               | 1.47,9  | Paul Schmidt Västtyskland                                                  | 1.47,9  |
| 1 500 meter        | Brian Hewson Storbritannien                                              | 3.41,9 (CR)    | Dan Waern Sverige                                                                | 3.42,1  | Ron Delaney Irland                                                         | 3.42,3  |
| 5 000 meter        | Zdzislaw Krzyszkowiak Polen                                              | 13.53,4 (CR)   | Kazimierz Zimny Polen                                                            | 13.55,2 | Gordon Pirie Storbritannien                                                | 14.01,6 |
| 10 000 meter       | Zdzislaw Krzyszkowiak Polen                                              | 28.56,0 (CR)   | Jevgenij Sjukov Sovjetunionen                                                    | 28.58,6 | Nikolai Pudov Sovjetunionen                                                | 29.02,2 |
| Maraton            | Sergei Popov Sovjetunionen                                               | 2:15.17 (CR)   | Ivan Filin Sovjetunionen                                                         | 2:20.51 | Fred Norris Storbritannien                                                 | 2:21.15 |
| 110 meter häck     | Martin Lauer Västtyskland                                                | 13,7 (ER) (CR) | Stanko Lorger Jugoslavien                                                        | 14,1    | Anatolij Michailov Sovjetunionen                                           | 14,4    |
| 400 meter häck     | Jurij Litujev Sovjetunionen                                              | 51,1           | Per-Owe Trollsås Sverige                                                         | 51,6    | Bruno Galliker Schweiz                                                     | 51,8    |
| 3 000 meter hinder | Jerzy Chromik Polen                                                      | 8.38,2 (CR)    | Semjon Rzjisjtjin Sovjetunionen                                                  | 8.38,8  | Hans Hünecke Västtyskland                                                  | 8.43,6  |
| 4 x 100 meter      | Västtyskland: Walter Mahlendorf Armin Hary Heinz Fütterer Manfred Germar | 40,2 (CR)      | Storbritannien: Peter Radford Roy Sandström David Segal Adrian Breacker          | 40,2    | Sovjetunionen: Boris Tokarev Edvin Osolin Jurij Konovalov Leonid Bartenjev | 40,4    |
| 4 x 400 meter      | Storbritannien: Ted Sampson John MacIsaac John Wrighton John Salisbury   | 3.07,9 (CR)    | Västtyskland: Carl Kaufmann Manfred Poerscke Johannes Kaiser Karl-Friedrich Haas | 3.08,2  | Sverige: Nils Holmberg Hans Lindgren Lennart Jonsson Alf Petersson         | 3.10,7  |
| 20 km gång         | Stanley Vickers Storbritannien                                           | 1:33.09 (CR)   | Leonid Spirin Sovjetunionen                                                      | 1:35.04 | Lennart Back Sverige                                                       | 1:35.22 |
| 50 km gång         | Jevgenij Maskinskov Sovjetunionen                                        | 4:17.15 (CR)   | Abdon Pamich Italien                                                             | 4:18.00 | Max Weber Östtyskland                                                      | 4:19.58 |
| Höjdhopp           | Richard Dahl Sverige                                                     | 2,12 (CR)      | Jiři Lanský Tjeckoslovakien                                                      | 2,10    | Stig Pettersson Sverige                                                    | 2,10    |
| Längdhopp          | Igor Ter-Ovanesian Sovjetunionen                                         | 7,81 (CR)      | Kazimierz Kropidlowski Polen                                                     | 7,67    | Henryk Grabowski Polen                                                     | 7,51    |
| Stavhopp           | Eeles Landström Finland                                                  | 4,50 (CR)      | Manfred Preussger Östtyskland                                                    | 4,50    | Vladimir Bulatov Sovjetunionen                                             | 4,50    |
| Trestegshopp       | Józef Schmidt Polen                                                      | 16,43 (CR)     | Oleg Rjachovskij Sovjetunionen                                                   | 16,02   | Vilhjálmur Einarsson Island                                                | 16,00   |
| Kulstötning        | Arthur Rowe, Storbritannien                                              | 17,78 (CR)     | Viktor Lipsnis Sovjetunionen                                                     | 17,47   | Jiří Skobla Tjeckoslovakien                                                | 17,12   |
| Diskuskastning     | Edmund Piatkowski Polen                                                  | 53,92 (CR)     | Todor Todorov Bulgarien                                                          | 53,82   | Vladimir Trusenjov Sovjetunionen                                           | 53,74   |
| Släggkastning      | Tadeusz Rut Polen                                                        | 64,78 (CR)     | Michail Krivonosov Sovjetunionen                                                 | 63,78   | Gyula Zsivótzky Ungern                                                     | 63,68   |
| Spjutkastning      | Janusz Sidlo Polen                                                       | 80,18 (CR)     | Egil Danielsen Norge                                                             | 78,27   | Gergely Kulcsár Ungern                                                     | 75,26   |
| Tiokamp            | Vasilij Kuznetsov Sovjetunionen                                          | 7 865 (CR)     | Uno Palu Sovjetunionen                                                           | 7 329   | Walter Maier Östtyskland                                                   | 7 249   |

### Damer
| Gren           | Guld                                                                           | Guld            | Silver                                                                 | Silver | Brons                                                                    | Brons  |
| 100 meter      | Heather Young Storbritannien                                                   | 11,7 (CR)       | Vera Krepkina Sovjetunionen                                            | 11,7   | Christa Stubnick Östtyskland                                             | 11,8   |
| 200 meter      | Barbara Janiszewska Polen                                                      | 24,1            | Hannelore Sadau Östtyskland                                            | 24,3   | Maria Itkina Sovjetunionen                                               | 24,3   |
| 400 meter      | Maria Itkina Sovjetunionen                                                     | 53,7 (CR)       | Jekaterina Parluk Sovjetunionen                                        | 54,8   | Moira Hiscox Storbritannien                                              | 55,7   |
| 800 meter      | Jelisaveta Jermolajeva Sovjetunionen                                           | 2.06,3 (CR)     | Diane Leather Storbritannien                                           | 2.06,6 | Dzidra Levitska Sovjetunionen                                            | 2.06,6 |
| 80 meter häck  | Galina Bystrova Sovjetunionen                                                  | 10,9 (CR)       | Zenta Kopp Västtyskland                                                | 10,9   | Gisela Birkemeyer Östtyskland                                            | 11,0   |
| 4 x 100 meter  | Sovjetunionen: Vera Krepkina Ludmila Kepp Nina Poljakova Valentina Maslovskaja | 45,3 (CR)       | Storbritannien: Madeline Weston Dorothy Hyman Claire Dew Carol Quinton | 46,0   | Polen: Maria Chojnacka Barbara Janiszewska Celina Jezinowska Maria Bioro | 46,0   |
| Höjdhopp       | Iolanda Balaș Rumänien                                                         | 1,77 (CR)       | Taisia Tjentjik Sovjetunionen                                          | 1,70   | Dorothy Shirley Storbritannien                                           | 1,67   |
| Längdhopp      | Liesel Jakobi Västtyskland                                                     | 6,14 (CR)       | Valentina Litujeva Sovjetunionen                                       | 6,00   | Nina Protjenko Sovjetunionen                                             | 5,99   |
| Kulstötning    | Marianne Werner Västtyskland                                                   | 15,74 (CR)      | Tamara Tisjkjevitj Sovjetunionen                                       | 15,54  | Tamara Press Sovjetunionen                                               | 15,53  |
| Diskuskastning | Tamara Press Sovjetunionen                                                     | 52,32 (CR)      | Stepánka Mertová Tjeckoslovakien                                       | 52,19  | Kriemhild Hausmann Västtyskland                                          | 50,99  |
| Spjutkastning  | Dana Zátopková Tjeckoslovakien                                                 | 56,02 (CR) (ER) | Birute Zalogaitite Sovjetunionen                                       | 51,30  | Jutta Neumann Västtyskland                                               | 50,50  |
| Femkamp        | Galina Bystrova Sovjetunionen                                                  | 4 733 (CR)      | Nina Vinogradova Sovjetunionen                                         | 4 627  | Edeltraut Eiberle Västtyskland                                           | 4 545  |

### Förkortningar
- WR = Världsrekord
- ER = Europarekord
- CR = Mästerskapsrekord

## Medaljfördelning
| Medaljfördelning |                 |      |        |       |        |
| Plats            | Land            | Guld | Silver | Brons | Totalt |
| 1                | Sovjetunionen   | 11   | 15     | 9     | 35     |
| 2                | Polen           | 8    | 2      | 2     | 12     |
| 3                | Storbritannien  | 7    | 5      | 5     | 17     |
| 4                | Västtyskland    | 6    | 3      | 8     | 17     |
| 5                | Sverige         | 1    | 2      | 3     | 6      |
| 6                | Tjeckoslovakien | 1    | 2      | 1     | 4      |
| 7                | Finland         | 1    | -      | -     | 1      |
|                  | Rumänien        | 1    | -      | -     | 1      |
| 9                | Östtyskland     | -    | 2      | 2     | 4      |
| 10               | Norge           | -    | 2      | -     | 2      |
| 11               | Bulgarien       | -    | 1      | -     | 1      |
|                  | Italien         | -    | 1      | -     | 1      |
|                  | Jugoslavien     | -    | 1      | -     | 1      |
| 14               | Ungern          | -    | -      | 2     | 2      |
| 15               | Frankrike       | -    | -      | 1     | 1      |
|                  | Irland          | -    | -      | 1     | 1      |
|                  | Island          | -    | -      | 1     | 1      |
|                  | Schweiz         | -    | -      | 1     | 1      |